# حیدر مصلحی
حیدر مصلحی (زادهٔ ۱۳۳۶) روحانی و سیاستمدار ایرانی که هم‌اکنون به عنوان جانشین رئیس دفتر عقیدتی سیاسی فرماندهی کل قوا فعالیت می‌کند. وی همچنین رئیس سازمان نشر آثار و ارزش‌های مشارکت روحانیت در دفاع مقدس است که یک زیرمجموعه از بنیاد حفظ آثار دفاع مقدس است.
او از طرف محمود احمدی‌نژاد، به‌عنوان دهمین وزیر اطلاعات ایران به مجلس معرفی و در روز ۱۲ شهریور همان سال با کسب اکثریت آرا به وزارت انتخاب شد. وی در ۲۸ فروردین ۱۳۹۰ استعفا داد، اما به دلیل مخالفت سید علی خامنه‌ای با این اتفاق او تا پایان کار دولت دهم در سمت خود باقی ماند.
وی دارای مدرک کارشناسی ارشد الهیات و معارف اسلامی از مؤسسه آموزشی امام خمینی قم است. وی همچنین تحصیلات حوزوی را تا سطح خارج فقه و اصول در حوزه‌های علمیه قم و تهران گذرانده است.
حیدر مصلحی متهم به نقش داشتن در رد صلاحیت هاشمی رفسنجانی در انتخابات ریاست جمهوری ایران (۱۳۹۲) شد. وی سرانجام در خرداد ماه سال ۱۴۰۰ پذیرفت که تمام‌وقت وضعیت هاشمی رفسنجانی را زیر نظر داشته است.
در مهر ۱۳۸۹ و ۱۳۹۰ حیدر مصلحی توسط اتحادیه اروپا و وزارت خزانه‌داری ایالات متحده آمریکا به اتهام نقض جدی حقوق بشر تحریم شد.
تولیت مدرسه علمیه نور الاصفیا محله حکیمیه تهران با حیدر مصلحی است.

## تحریم اتحادیه اروپا و وزارت خزانه‌داری ایالات متحده آمریکا
اتحادیه اروپا طی تصمیم مورخ ۱۸ مهر ۱۳۹۰ (۱۰ اکتبر ۲۰۱۱)، ۲۹ مقام ایرانی از جمله حیدر مصلحی را به اتهام نقض گسترده و شدید حقوق بشر در ایران و حقوق شهروندان ایرانی از ورود به کشورهای این اتحادیه محروم شد. کلیه دارایی‌های این مقامات نیز در اروپا توقیف خواهد شد.
وزارت خزانه‌داری ایالات متحده آمریکا نیز در مهرماه ۱۳۸۹ حیدر مصلحی را به دلیل نقض جدی حقوق بشر مورد تحریم قرار داد. بر پایه این تحریم دارایی‌های حیدر مصلحی در آمریکا توقیف و از ورود او به این کشور جلوگیری می‌شود. همچنین شهروندان آمریکا حق انجام هیچ‌گونه معامله‌ای را با او نخواهند داشت.

## موارد نقض حقوق بشر
طبق بیانیه اتحادیه اروپا ،وزارت اطلاعات تحت هدایت حیدر مصلحی به‌طور مداوم و گسترده از ابزارهای آزار و اذیت و شکنجه، بازداشت‌های خودسرانه علیه مخالفان سیاسی و معترضان به نتایج انتخابات ریاست جمهوری سال ۱۳۸۸ استفاده کرد. وزارت اطلاعات مسئولیت اداره بند ۲۰۹ زندان اوین را بر عهده دارد که بسیاری از معترضان و مخالفان حکومت در آن زندانی هستند.
یر اساس بیانبه وزارت خزانه داری ایالات متحده آمریکا حیدر مصلحی به عنوان وزیر اطلاعات در بازداشت‌های گسترده و خودسرانه معترضان به نتایج انتخابات ریاست جمهوری سال ۱۳۸۸ و مخالفان سیاسی نقش داشته است. در این بیانیه همچنین آمده که مصلحی در مورد ضرب و شتم، شکنجه روانی و سوء استفاده جنسی از بازداشت شدگان در بند ۲۰۹ زندان اوین که توسط وزارت اطلاعات اداره می‌شود، مسئول است. اخذ اعترافات اجباری از زندانیان بند ۲۰۹ زندان اوین و دخالت در روند قضایی پرونده‌های آنان از دیگر مواردی که به عنوان دلایل تحریم مصلحی عنوان شده است.

## اتهام نقش داشتن در رد صلاحیت هاشمی رفسنجانی
وی متهم به نقش داشتن در رد صلاحیت هاشمی رفسنجانی در انتخابات ریاست جمهوری ایران (۱۳۹۲) شد. حیدر مصلحی سرانجام در خرداد ماه سال ۱۴۰۰ پذیرفت که تمام وقت وضعیت هاشمی رفسنجانی را زیر نظر داشتیم تا جایی که دیدیم تا ۷۰ درصد مردم به هاشمی رفسنجانی رای خواهند داد و برنده انتخابات خواهد شد. به شورای نگهبان رفتم و گفتم اگر تأیید صلاحیت بشود برنده انتخابات خواهد شد و هر چه در این ۱۰ سال رشته کردیم پنبه خواهد کرد. او اضافه می‌کند که شورای نگهبان در پاسخ گفته بود ما هیچ موردی برای رد صلاحیت ایشان نداریم ایشان از ستونهای انقلاب و نظام هستند، شخصیت ایشان چه می‌شود، من گفتم هیچ‌کس مهم‌تر از صلاح نظام نیست، این همه شهید دادیم برای حفظ نظام. الان حفظ نظام منوط به رد صلاحیت هاشمی است.در پی این اظهارات، محسن هاشمی رفسنجانی، پسر اکبر هاشمی رفسنجانی، نامه‌ای به رهبر جمهوری اسلامی، سیدعلی خامنه ای نوشت و از عملکرد شورای نگهبان تظلم‌خواهی کرداسحاق جهانگیری که درسال ۱۳۹۲، رئیس ستاد هاشمی رفسنجانی بود در واکنش به این اظهارات مصلحی، از شورای نگهبان درخواست کرد که فیلم و صوت کامل آن جلسه با حیدر مصلحی را منتشر کندبعد از حرف‌های مصلحی، سخنگوی شورای نگهبان نوشت آقای مصلحی هرگز در جلسه شورا چنین مطلبی را بیان نکرد و نسبت به سایر مطالب هم به شدت به ایشان اعتراض شد و اعضا آن را قبول نداشتند. شورا گزارش نهادهای قانونی را بررسی در نهایت رای‌گیری و نتیجه اعلام می‌گردد.حیدرمصلحی هم پس از جنجالی شدن مصاحبه اش ضمن ابراز تاسف از اینکه از آن مصاحبه شیطنت صورت گرفته گفت که من تجزیه و تحلیل خود را براساس اسناد و مدارک مطرح کردم ولی شورای نگهبان با بررسی خودش عمل می‌کند و جایگاهش به شکلی نیست که کسی در آن دخالت کند.

## دیدگاه دربارهٔ اکبر هاشمی رفسنجانی و سید محمد خاتمی
وی در مورد اکبر هاشمی رفسنجانی و سید محمد خاتمی گفته است: "کسی که خود را پیشگوی حوادث ۸۸ عنوان می‌کند و می‌گوید 'من گفتم، من بیانیه دادم' در حقیقت پیشگویی نکرده است، ما اطلاعات دقیقی داریم که این آقا در فتنه دست داشته است.
اشاره او به اکبر هاشمی رفسنجانی، رئیس تشخیص مصلحت نظام است که چند روز پیش کلیک گفته بود که پیش از انتخابات دوره قبل نسبت به شرایط کشور و آینده آن که با «مشکل» رو به رو می‌شود «هشدار داده بود».
آقای مصلحی دربارهٔ آقای هاشمی گفت: «زمانی که رهبری در نماز جمعه آن خطبه‌ها را بیان فرمودند چه کسی بود که نامه بدون سلام علیکم داد.»
آقای مصلحی همچنین در بخشی دیگر از سخنانش گفت: «کسی که جزو سران فتنه بوده و انقلاب و نظام به دلیل یک سری ملاحظات او را مانند آن دو تن دیگر چندان محصور نکرده و به او آزادی عمل داده است امروز امر بر او مشتبه نشود که انقلاب یادش رفته این آقا در فتنه چه نقشی ایفا کرده است.»

## حواشی
به گزارش عصرایران، نام «حیدر مصلحی» به عنوان یکی از پنج شخصیت ایرانی که در لیست ۵۰۰ نفره قدرتمندترین افراد جهان که از سوی نشریه آمریکایی فارین پالیسی منتشر شده است، دیده می‌شود. گفتنی است نام‌های ایرانی آمده در این لیست عبارتند از: سید علی خامنه‌ای، رستم قاسمی (وزیر نفت)، محمدعلی جعفری (فرمانده سپاه پاسداران انقلاب اسلامی)، حیدر مصلحی (وزیر اطلاعات جمهوری اسلامی ایران)، محسن فخری‌زاده (استاد فیزیک هسته‌ای دانشگاه امام حسین).
در خرداد ۱۳۹۰، حیدر مصلحی از ترکیب اعضای شورای پول و اعتبار حذف شد.

## سوابق اجرایی
- مسئول عقیدتی، سیاسی کمیته انقلاب اسلامی در تهران
- مسئول سیاسی - بخش خارجی جامعه مدرسین حوزه علمیه قم
- مسئول سیاسی نمایندگی روح‌الله خمینی در قرارگاه کربلای سپاه پاسداران انقلاب اسلامی، مناطق عملیاتی جنوب و غرب کشور
- نمایندگی روح‌الله خمینی در قرارگاه کربلا سپاه، مناطق عملیاتی جنوب و غرب کشور
- نمایندگی روح‌الله خمینی در قرارگاه مرکزی خاتم‌الانبیا سپاه در مناطق عملیاتی جنوب و غرب کشور
- نماینده ولی فقیه در نیروی زمینی سپاه در تهران
- نماینده ولی فقیه در نیروی مقاومت بسیج در تهران
- نماینده ولی فقیه در نیروی هوایی سپاه در تهران
- عضو شورای نمایندگان ولی فقیه در مناطق اهل سنت
- رئیس شورای برنامه‌ریزی مدارس علمیه اهل سنت
- عضویت در گروه ۶+۵ اصولگرایان
- عضو هیئت مرکزی نظارت شورای نگهبان در استان و شهر تهران
- نماینده ولی فقیه و سرپرست سازمان اوقاف و امور خیریه
- وزیر اطلاعات ایران
- مشاور رئیس کمیته امداد امام خمینی